# Martynas Mažvydas

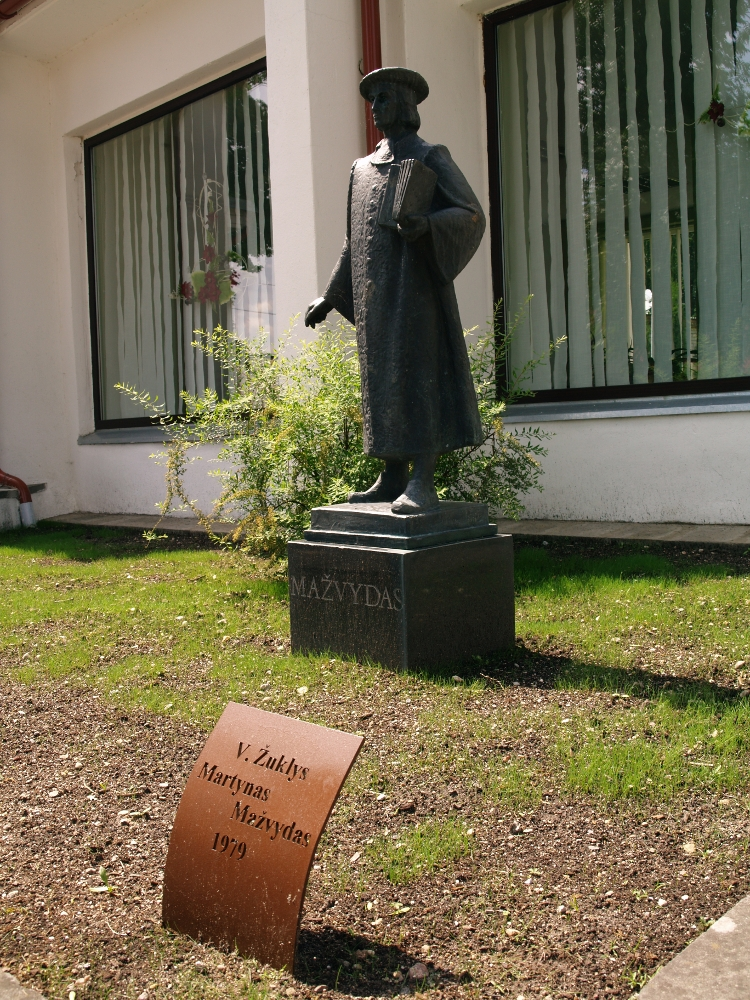
Denkmal für Martynas Mažvydas (2013)

Martynas Mažvydas (auch Martin Mosvid, Martinus Masvidius; * nach 1510 in Naumiestis (Neustadt); † 21. Mai 1563 in Königsberg) war ein lutherischer Pfarrer im Herzogtum Preußen und Verfasser des ersten Buches in litauischer Sprache, einer Übersetzung des Großen Katechismus Martin Luthers, und weiterer religiöser Schriften.

## Leben und Werk
Martynas Mažvydas stammte aus Schemaiten, verbrachte aber seine Jugend in Vilnius. Als im zweiten Drittel des 16. Jahrhunderts evangelisch-reformatorische Gedanken Litauen erreicht hatten, wandte er sich ihnen zu, erfuhr aber Ablehnung und Verfolgung. Herzog Albrecht von Preußen wurde auf ihn aufmerksam und lud ihn nach Königsberg ein. 1546 bezog er dort die Universität und erreichte bereits 1548 das Baccalaureat. Wegen der kurzen Verweildauer ist zu vermuten, dass er bereits zuvor eine andere Universität, wohl Krakau, besucht hatte.
Noch als Student in Königsberg schrieb er – auf der Grundlage der polnischen Version von Luthers kleinem Katechismus – sein erstes Buch, den 1547 in Königsberg gedruckten Catechismusa Prasty Szadei (deutsch: Katechismus in einfachen Worten). Es ist das erste Buch in litauischer Sprache. Der Katechismus beginnt mit einer lateinischen Widmung – nicht an eine Person, die die Verbreitung unterstützen möge, sondern an das Großherzogtum Litauen selbst. Mažvydas’ großer Wunsch war, dass sein ganzes Heimatland, so wie das preußische Litauen, die Reformation annehmen möge. Es folgt ein lateinisches Vorwort in Prosa und ein gereimtes Vorwort auf Litauisch, dann ein Stundenbuch mit Gebeten und biblischen Lesungen, der eigentliche Katechismus und eine Sammlung von Liedern. Ungefähr 200 Exemplare sind gedruckt worden, nur zwei haben die Jahrhunderte überdauert: in der Universitätsbibliothek von Vilnius (die seit 1997 seinen Namen trägt) und in der von Thorn in Preußen (jetzt Polen).
1549 übernahm Mažvydas eine Pfarrstelle an der Pfarrkirche in Ragnit (jetzt russisch: Neman) bei Tilsit an der Memel und wurde dort 1554 Archidiakon. Er übertrug mehrere Werke ins Litauische: neben Luthers Kleinem Katechismus ein Taufbuch nach der Preußischen Gottesdienst-Agenda und den Ambrosianischen Lobgesang. Außerdem bereitete er Liederbücher mit eigenen und fremden Kirchenliedern in seiner Muttersprache vor. Als er 1563 starb, konnte er nicht nur auf das Buch zurückblicken, das das Litauische als Schriftsprache geschaffen hatte, sondern auch auf ein ansehnliches Werk von Büchern für den gottesdienstlichen Gebrauch. Was nicht zu seinen Lebzeiten herausgekommen war, gab sein Vetter Baltramiejus Vilentas (dt. Baltramäus Willent), Pfarrer in Königsberg, posthum in Druck.
Dass sein Werk nur im benachbarten Herzogtum Preußen zum Einsatz kam, lag an der Ablehnung der Reformation im Großherzogtum Litauen und dem dortigen Auftreten der Jesuiten ab 1570, der Grund für die Flucht evangelischer Litauer in das protestantische Nachbarland.

## Werke
- Catechismvsa prasty szadei, makslas skaitima raschta yr giesmes. H. Weinreich, Königsberg 1547. (Katechismus)
- Giesme s. Ambraseijaus bey s. Augustina. H. Weinreich, Königsberg 1549. (Ambrosianischer und Augustinischer Lobgesang)
- Forma chrikštima. J.Daubman, Königsberg 1559. (Die Form der Taufe)
- Gesmes chrikščoniškas, gedomas bažniczosu per adventa ir kaledas ik gramniču. Hrsg. v. B. Vilentas. J. Daubman, Königsberg 1566. (Christliche Lieder, Band 1)
- Gesmes chrikščoniškas, gedomas bažniczosu per velikas ir sekminias ik adventa. Hrsg. v. B. Vilentas. J. Daubman, Königsberg 1570. (Christliche Lieder, Band 2)
- Lietuviškos maldos. Königsberg 1574. (Litauisches Gebet)
- Trumpas klausimas ir prieprovimas // M. Liuteris Enchiridion: Katechismas mažas. Osterberger, Königsberg 1579. (kurze Fragen // M. Luthers Kleiner Katechismus, auf Prussisch)
- Parafrasis permanitina poteraus malda. G. Osterberger, Königsberg 1589. (Paraphrasis, wie das Vaterunser verstanden wird)